# Kumihimo

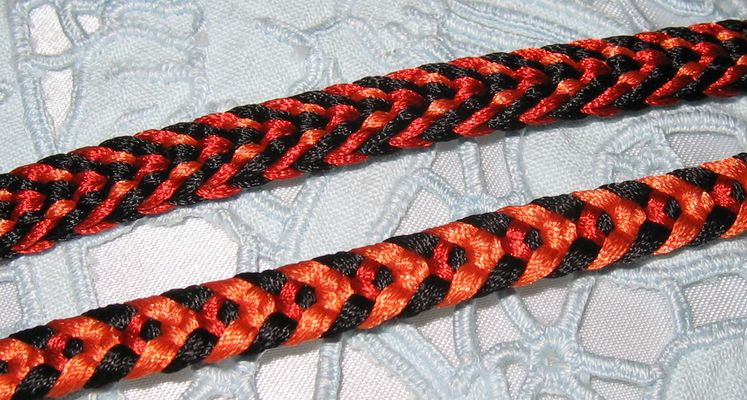
Tresse kumihimo.

Le kumihimo (組紐, litt. « corde tressée ») est une forme japonaise de tressage, permettant de fabriquer des cordes et des rubans. Le terme kumi himo signifie en japonais « fils réunis ».

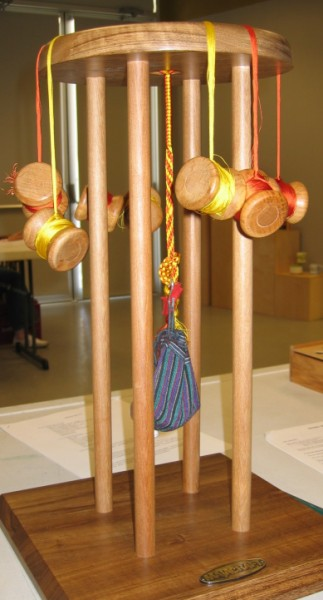
Marudai utilisé pour fabriquer des cordes rondes ; au bout des fils et du cordon, des poids tama.

## Histoire
Les cordons en kumihimo sont à l’origine obtenus avec une méthode semblable à celle du tressage à la main. Ultérieurement, des outils comme le marudai ou le takadai ont été mis au point, pour permettre de créer des motifs plus complexes, et de rendre le processus de tressage plus rapide. L’usage historique le plus remarquable de ces cordes était de permettre aux samouraïs d’attacher de façon fonctionnelle et décorative leurs armures et celles de leurs chevaux. De nos jours, les cordons sont utilisés pour fermer les vestes traditionnelles haori, ou en tant qu’obijime, pour maintenir le nœud de l’obi, la ceinture du kimono. Le kumihimo peut aussi être utilisé comme accessoire.

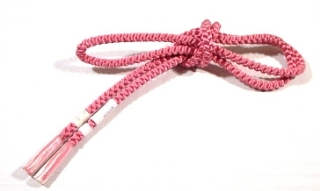
Obijime rond en soie.

## Techniques et outils
Le kumihimo repose sur l’entrelacement de paires de fil au cours du travail. Le profil et les motifs de la corde obtenue dépendent des couleurs de fil choisies et de leurs positions initiales, ainsi que du support utilisé pour le tressage.

### Marudai
Le marudai est un support en bois permettant de confectionner différents types de cordons : plat, à profil carré, ou creux. Il est constitué d’un disque évidé (nommé kagami, le mot japonais pour un miroir évidé) supporté par des tiges de bois. Les fils sont disposés autour du support, et le cordon est fabriqué en les passant de part et d’autre du trou. Pour assurer une tension égale, des poids tama sont utilisés au niveau des fils et du cordon. Le dessus du marudai étant lisse, l'artiste peut utiliser autant de brins que nécessaire pour réaliser son ouvrage ; il n’y a pas non plus de limitation concernant le fil utilisé.

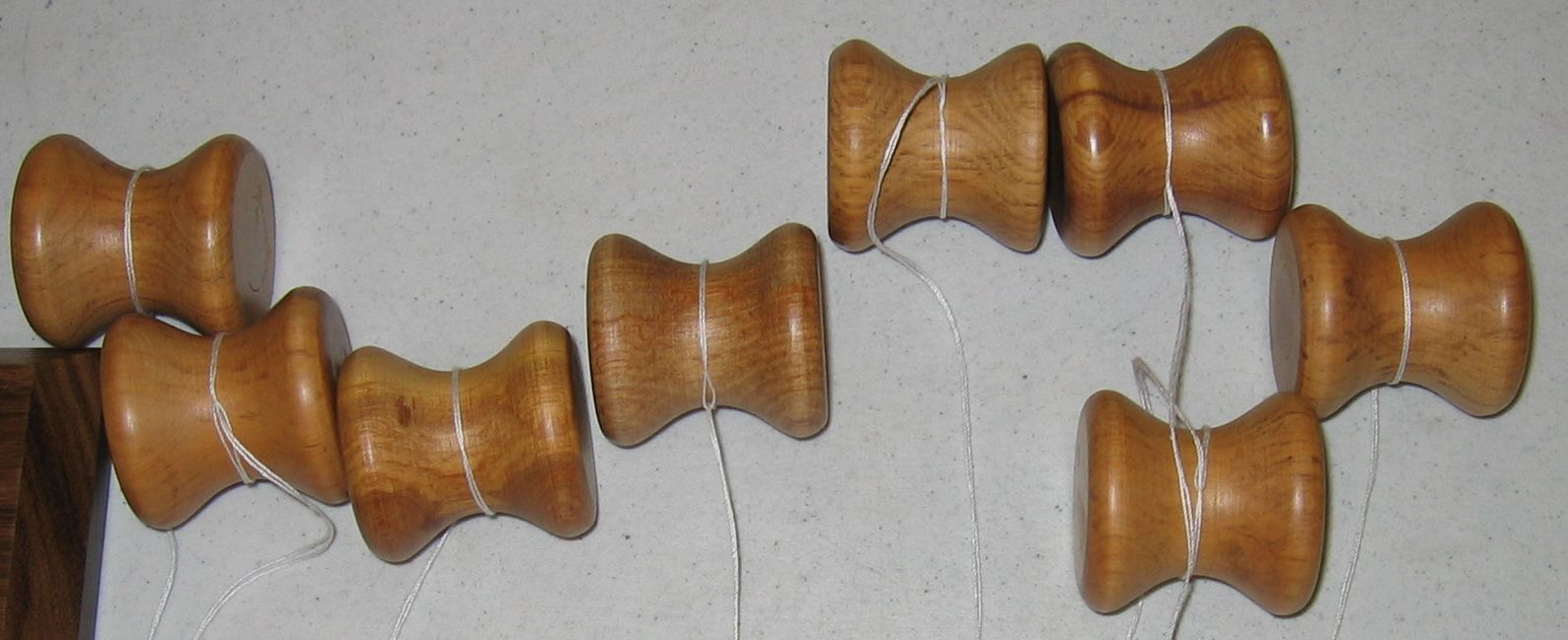
Poids tama en bois.

### Mobidai
Plus récemment sont apparus des disques à kumihimo en mousse plastique ferme mais flexible. Ils peuvent être munis d’encoches, souvent au nombre de 32, qui visent à reproduire la tension du fil produite par les poids tama sur un marudai. Ils sont pratiques et transportables, mais ne sont pas aussi polyvalents que le marudai. En effet, le marudai permet d’utiliser n’importe quel nombre de fils, d’épaisseur quelconque, tandis que le disque est limité à 32 brins fins à cause des encoches. De plus, le disque permet seulement l’exécution de cordons circulaires. Il existe cependant aussi des outils en mousse rectangulaires pour aider à la confection de cordons plats.
Les disques et autres structures en mousse sont plus légers, portables et abordables que les outils traditionnels en bois. Cependant, la robustesse du matériau est essentielle pour conserver une tension égale au cours du travail.

### Takadai
Le takadai ou kodai permet de réaliser des tresses plates. Comme le marudai, il s’agit d’une structure en bois, permettant de maintenir les brins et l’ouvrage grâce à des poids et contrepoids. Le tressage s’effectue selon un front en V, et non perpendiculaire à la corde. Il est possible de réaliser des cordons plats à deux épaisseurs, chaque épaisseur étant entremêlée avec l’autre au niveau des bords, et au niveau de la tresse pour former un motif précis.

### Karakumidai
Le karakumidai est également une structure en bois, qui se présente sous la forme d’un plateau carré muni de picots sur son pourtour. Les picots servent à maintenir les fils en place pendant le tressage. Cette méthode n’utilise pas de poids.
Les motifs typiques sont en forme de losange ou diamant, et les rubans obtenus présentent un nombre entier de ces motifs dans la largeur. Lorsque les rubans sont utilisés comme ceinture par la haute noblesse, le nombre de losanges indique le rang du porteur.